# Muggensturm
Muggensturm ist eine Gemeinde im Landkreis Rastatt in Baden-Württemberg.

## Geographie

### Geographische Lage
Muggensturm liegt in der Rheinebene am Fuße des Schwarzwaldes. Durch den Ort zieht sich die Grenze zwischen dem Hardtrücken im Nordwesten und der Kinzig-Murg-Rinne im Südosten. Zentral durch den Ort fließt der verdolte, über 27 km lange Federbach, in dessen Einzugsbereich der Federbachbruch, ein 43 ha großes Naturschutzgebiet (hiervon 22,8 ha Niedermoor) liegt. Am südöstlichen Rand des Ortes fließt der Neugraben.
Eine Exklave bildet das Gelände im Hirschgrund, das sich über die B 462 hinaus bis in das Rastatter Gewerbegebiet „Im Wöhr“ erstreckt.
Zu den benachbarten Orten zählen Ötigheim, Bietigheim, Malsch, Waldprechtsweier, Oberweier, Bischweier, Kuppenheim und Rastatt.

### Gemeindegliederung
Zur Gemeinde Muggensturm gehören das Dorf Muggensturm und das Haus Ziegelhütte in der Steinhardt. Im Gemeindegebiet liegen die Wüstungen Eichelbach und Frierlinde.

## Geschichte

### Ersterwähnung und Name

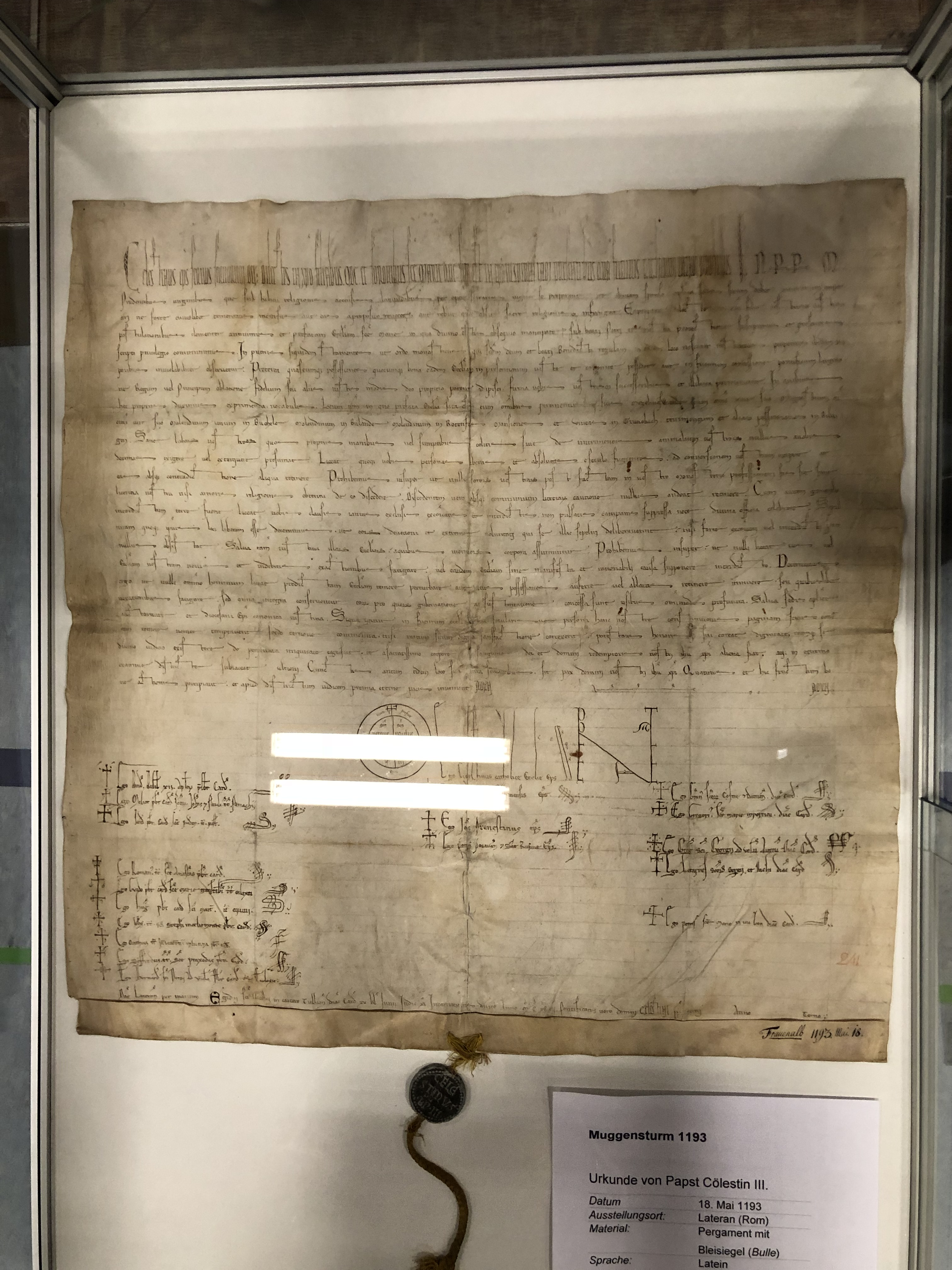
Urkunde der Ersterwähnung Muggensturms

Der Ort wird 1193 erstmals in einer Urkunde von Papst Coelestin III. als Mugetstrum erwähnt und ist 1219 als ebersteinisches Dorf belegt. Der Wandel der Schreibung des Ortsnamens hin zu Muggensturm wie auch seine Herkunft ist nicht eindeutig geklärt, jedoch gibt es mehrere Theorien zum Ortsnamen. Eher an eine Heldensage erinnert die Geschichte, dass Angreifer in die Flucht geschlagen wurden, indem Bienenkörbe von der Stadtmauer geworfen wurden.
Weit verbreitet ist die Erklärung durch die hohe Anzahl von Stechmücken (Dialekt: Mugge) im Federbachbruch. Der Oberrhein war lange Malariagebiet, und auch heute findet in diesem Gebiet noch eine Intensive Schnakenbekämpfung durch die KABS statt. Aber auch ein keltischer Ursprung des Namens kann in Betracht gezogen werden: keltisch mug = Schwein, oder eine Anlehnung an den Namen des Flusses Murg. Eine weitere Deutung ordnet die Herkunft des Ortsnamens einer Person zu: „Muccos Turm“.

### Vom Dorf zur Stadt der Ebersteiner
Das ursprüngliche Muggensturm lag in einem Sumpfgebiet erhöht auf einer Hurst in der Kinzig-Murg-Rinne zwischen dem Federbach im Norden und dem Neugraben im Süden. Dieser strategische Vorteil begünstigte wohl die schnelle Entwicklung zur befestigten Stadt mit Burg.
Von besonderer Bedeutung für die Ortsgeschichte ist eine Urkunde aus dem Jahre 1298, in der Graf Heinrich von Eberstein seinen Hof von Eichelbach nach Muggensturm verlegte. Er forderte das Kloster Herrenalb ebenfalls auf, seinen Hof in den Schutz der Burg Muggensturms zu verlegen, vermutlich nachdem das Geschlecht des Konrad von Eichelbach um 1285 endete, und um den Verlust der nahen Stadt Kuppenheim an die Markgrafen von Baden im Jahr 1283 durch eine Neugründung zu kompensieren.
Im 14. Jahrhundert wurde Muggensturm vermutlich zur Stadt erhoben (eine Ernennungsurkunde ist nicht überliefert) und verfügte über eine Burg mit Stadtmauer und zwei Stadttoren (oberes und unteres Tor). Die Stadtmauer verlief außerhalb der Kreuzstraße im Süden, der Hauptstraße im Westen, wo sich in den Burgwiesen die Ringmauer der abgegangenen Burg anschloss, der Lindenstraße im Norden, und der Kirchstraße im Osten. Aber schon 1387 verkaufte der stark verschuldete Graf Wolf von Eberstein seine Hälfte der Burg und Stadt Muggensturm an den Markgrafen Rudolf VII.von Baden. Trotzdem ließ der Markgraf den Grafen in seinem Teil der Muggensturmer Burg bis zu seinem Ableben nach 1395 wohnen. Die Besitzverhältnisse im geteilten Muggensturm bargen immer wieder Konfliktpotential und sorgten für Auseinandersetzungen zwischen den Badenern und den Ebersteinern, bis 1660 mit dem Tod des Grafen Casimir von Eberstein das Geschlecht im Mannesstamm ausstarb.

### Neuzeit
Wurde Muggensturm in einer Beschreibung von Sebastian Münster im Jahr 1575 noch als Stettlin beschrieben, sprechen andere Quellen nur noch vom Flecken. Vermutlich war den Badenern eine zweite Stadt neben dem benachbarten Kuppenheim, das zu dem Zeitpunkt schon Oberamtsstadt der Markgrafschaft Baden-Baden war, zu viel.
Aufgrund der fast vollständigen Zerstörung Muggensturms durch bayrische Truppen im Dreißigjährigen Krieg lässt sich vermuten, dass eine Stadtbefestigung zu diesem Zeitpunkt schon nicht mehr gegeben war. Beim Durchzug der Bayern unter Tilly 1622 brannten 80 Häuser, 59 Scheunen und Stallungen ab. Auch wurden beide Schafhöfe des Markgrafen und des Grafen von Eberstein mit Häusern und Scheunen großteils zerstört. Kuppenheim dagegen wurde von seiner Stadtmauer vor einer Brandschatzung geschützt und hatte dabei deutlich weniger Schäden zu verzeichnen.
Der Ort wurde auch während des Pfälzischen Erbfolgekrieges schwer getroffen und 1691 wurden erneut Teile des Ortes zerstört. Auch während des Spanischen Erbfolgekrieges
entstanden Schäden an Häusern und auf den Feldern und in der St. Margaretenkapelle hausten Truppen. Ebenfalls der Polnische Erbfolgekrieg und die Koalitions- und Napoleonischen Kriege trafen den Ort, wobei die Schafhofgebäude besonders gefährdet waren.
In den Jahren 1787 und 1788 wurden die Reste der Stadtmauer und der -Tore verkauft, da sie nicht mehr notwendig waren und sogar im Weg standen. Heute sind noch zwei restliche Stellen der Mauer übrig: Die Südwand des Gasthauses zum Kreuz wurde im Erdgeschoss auf die Stadtmauer aufgesetzt, und ein etwa ein Meter starker Mauerzug ist an der Rückseite der zu einem Haus der Wilhelmstraße gehörigen Scheuer im Garten sichtbar. Vermutlich wurden weitere Mauerreste auch als Fundament für spätere Wohnbebauung genutzt, dies ist jedoch nicht dokumentiert.

### Ab 1800
1804 bezeichnet Johann Wilhelm Schmidt ebenso wie 1814 J.B. Kolb Muggensturm als einen Marktflecken. Wo dieser Markt abgehalten wurde, ist unklar. Es finden sich lediglich hinweise auf einen Jahrmarkt an der St. Margarethenkapelle. Dagegen beschwerten sich sämtliche Muggensturmer Wirte über zu hohe Abgaben, obwohl Muggensturm ein wenig besuchter Ort ohne Wochenmärkte war.

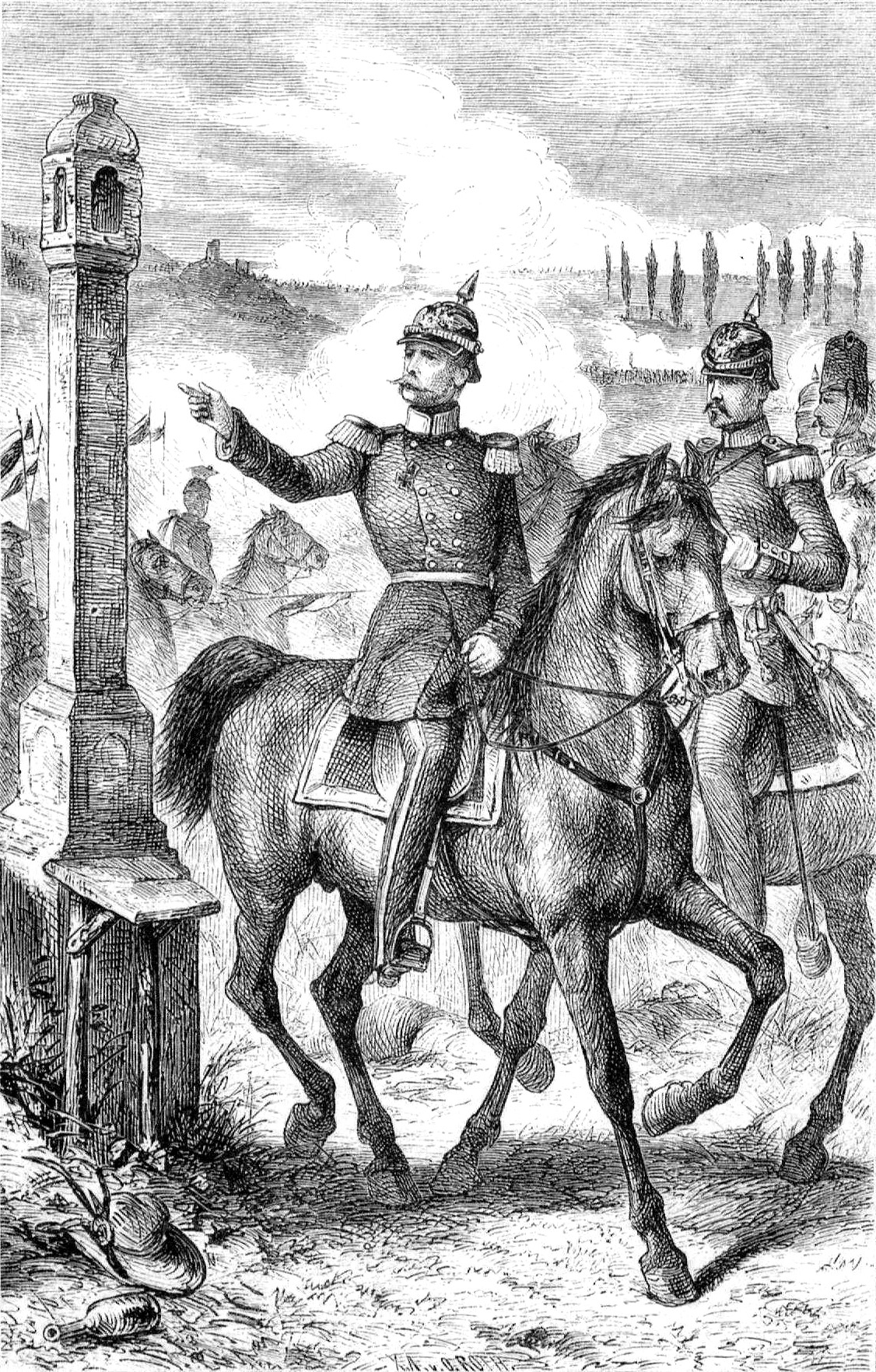
Der spätere Kaiser Wilhelm I. 1849 beim Gefecht vor Muggensturm

Während der Badischen Revolution kam es am 29. Juni 1849 zu Gefechten an der Murglinie zwischen den Revolutionären und preußischen Truppen, bei Muggensturm an der Brücke über den Federbach sowie an der Straße nach Kuppenheim und Bischweier. Gegen die preußische Übermacht errangen die Revolutionstruppen im Vorfeld der Festung Rastatt kurzfristige Teilerfolge. Prinz Wilhelm von Preußen, der spätere Kaiser Wilhelm I., beobachtete den Kampf von der Margarethenkapelle und entging dabei knapp dem Tod. An die im Muggensturmer Gewann Hirschgrund gefallenen preußischen Soldaten des 25. Preußischen Infanterie-Regiments erinnert ein Denkmal auf Ötigheimer Gemarkung.
Der Schulunterricht fand zunächst im Rathaus statt, bis am 8. September 1888 die Hebelschule (Alte Schule) und 1909 die Schillerschule (Neue Schule, Schulstraße 10) eingeweiht wurden. Beide wurden 1973–74 im Zuge der Altdorfsanierung abgebrochen.
Im Jahr 1950 ließ sich der damals im Motorsport sehr erfolgreiche Sport- und Rennwagenhersteller Veritas in Muggensturm nieder. Allerdings meldete das Unternehmen noch im selben Jahr Konkurs an. Tatsächlich befand sich der Firmenstandort auf der Gemarkung der Gemeinde Bietigheim. Als offizielle Firmenadresse wurde jedoch Veritas Badische Automobilwerke G. m. b. H. Rastatt-Baden, Werk Muggensturm verwendet.
Die Gemeinde Muggensturm benannte 2006 eine Straße nach dem Rennsportwagen. Die „Veritasstraße“ verbindet seither durch eine am 4. Oktober 2006 eröffnete Bahnunterführung die Draisstraße mit der Vogesenstraße.

### Einwohnerentwicklung
Einwohnerzahlen nach dem jeweiligen Gebietsstand. Die Zahlen sind Schätzungen, Volkszählungsergebnisse (*) oder amtliche Fortschreibungen der jeweiligen Statistischen Ämter (nur Hauptwohnsitze). Quelle bis 1961: Ortschronik und ab 1961: Statistisches Landesamt Baden-Württemberg.

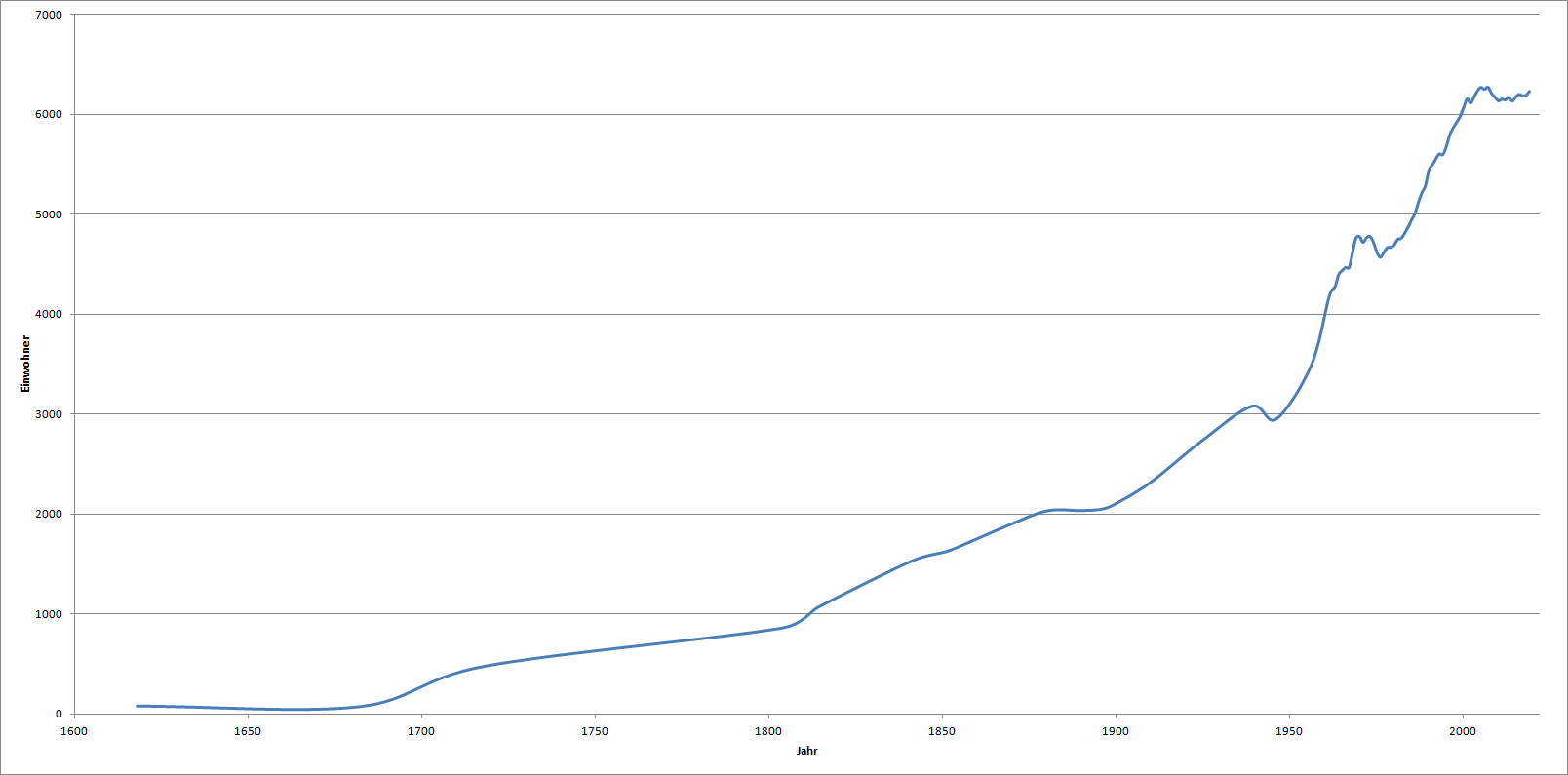
Einwohnerentwicklung Muggensturm

## Religion und Kirchen

### Katholische Kirche
- 1366 erste Erwähnung der „Messe zu Mukensturne“
- 1379 Gründung einer Pfarrei mit Gottesdienst in der Burgkapelle. Die St. Georgs-Kapelle außerhalb der Stadtmauer gehörte ebenfalls dazu.
- 1731 Eine neue Kirche wird als „Königin der Engel und dem Heiligen Georg“ geweiht.
- 1856 Umbau und Vergrößerung der Kirche
- 1904 Abbruch der Kirche und Umzug in eine Notkirche
- 1907 Einweihung der neuen Kirche „Maria Königin der Engel“ mit zwei Seitenaltären und einem Notaltärchen (für das Schutzengelchörchen) der Gebrüder Moroder[28]
- 1950 Glockenweihe der neuen Glocken
- 2007 100-jähriges Jubiläum der Kirche „Maria Königin der Engel“

(Quellen unter)

### Evangelische Kirche
- 1928 Errichtung eines Gemeindehauses
- 1932 Genehmigung zur Einrichtung einer evangelischen Kirchengemeinde
- 1944 Zerstörung der Kirche bei einem Luftangriff
- 1953 Eröffnung der neuen Kirche „Zum guten Hirten“
- 1960 Glockenweihe dreier Glocken
- 1977 Gründung der Evangelischen Kirchengemeinde Bietigheim-Muggensturm (mit Ötigheim)

(Quelle unter)

### Neuapostolische Kirche
- 1953 erster Gottesdienst in Muggensturm im Gasthaus „Zur Post“
- 1966 Eröffnung der Kirche in der Bahnhofstraße 59 (inzwischen aufgegeben)

(Quelle unter)

### Jüdische Gemeinde
- 1701 lebte eine jüdische Familie in Muggensturm, 1715 zwei, 1764 drei und 1789 lebten 17 Personen jüdischen Glaubens in Muggensturm.[33]
- Ab Ende der 1830er Jahre existierte eine Synagoge, eine Religionsschule und ein rituelles Bad an der Ecke Wilhelmstraße 2/Hauptstraße 44. Diesen einstöckigen Schopf oder Holzremise verkaufte die Witwe von Alt Vogt Lorenz Dahringer am 30. April 1834 an die Israelitische Gemeinde in Muggensturm.[34]
- 1913 Auflösung der jüdischen Gemeinde
- 1972 Abbruch der seither als Scheune genutzten Synagoge

### St.-Margarethen-Kapelle
- erbaut vermutlich im zehnten Jahrhundert
- bis ca. 1300 Dorfkirche des abgegangenen Ortes Eichelbach
- danach Nutzung als Wallfahrtskapelle
- heute Friedhofskapelle des Muggensturmer Friedhofes

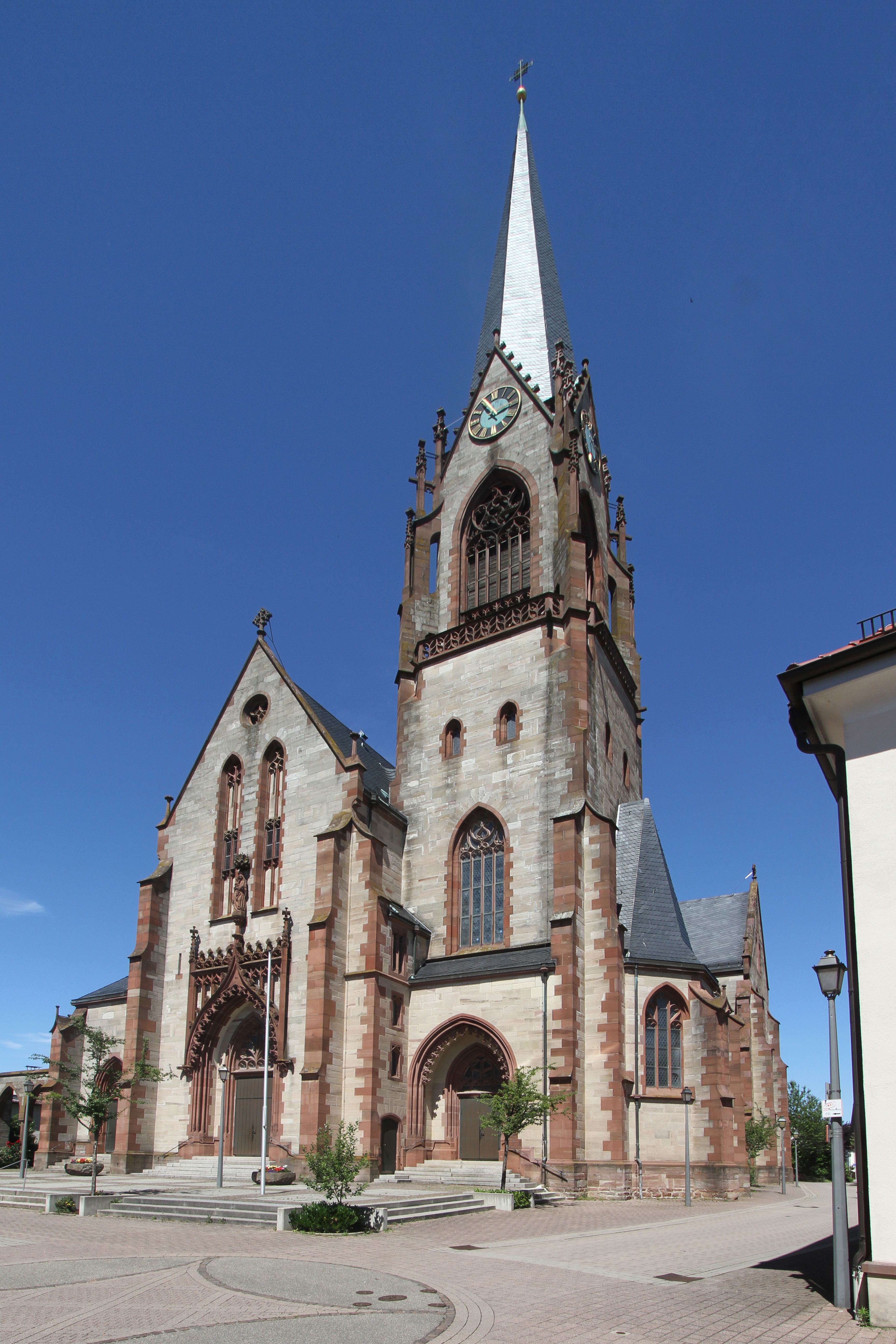
Katholische Kirche Maria Königin der Engel
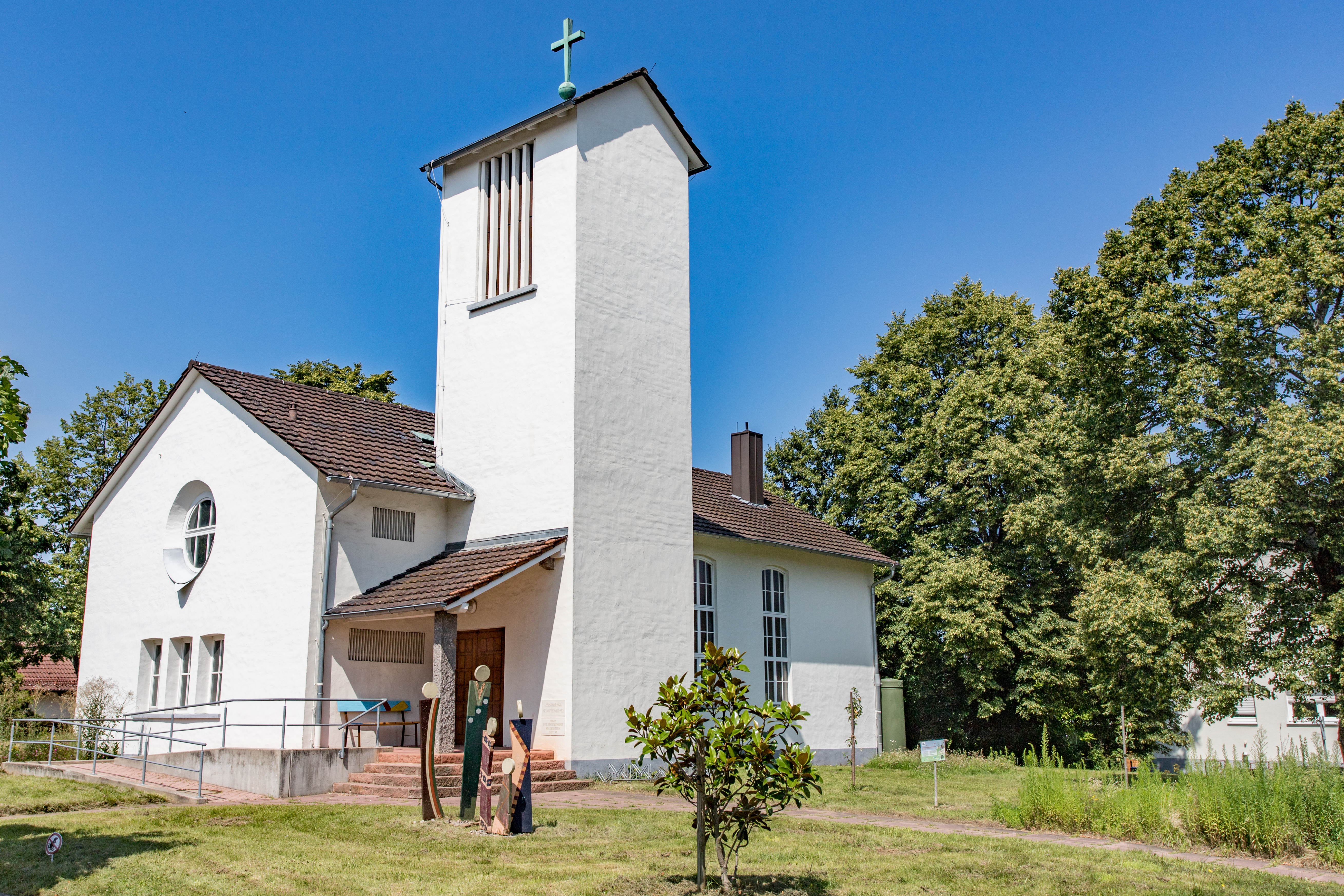
Evangelische Kirche Zum guten Hirten
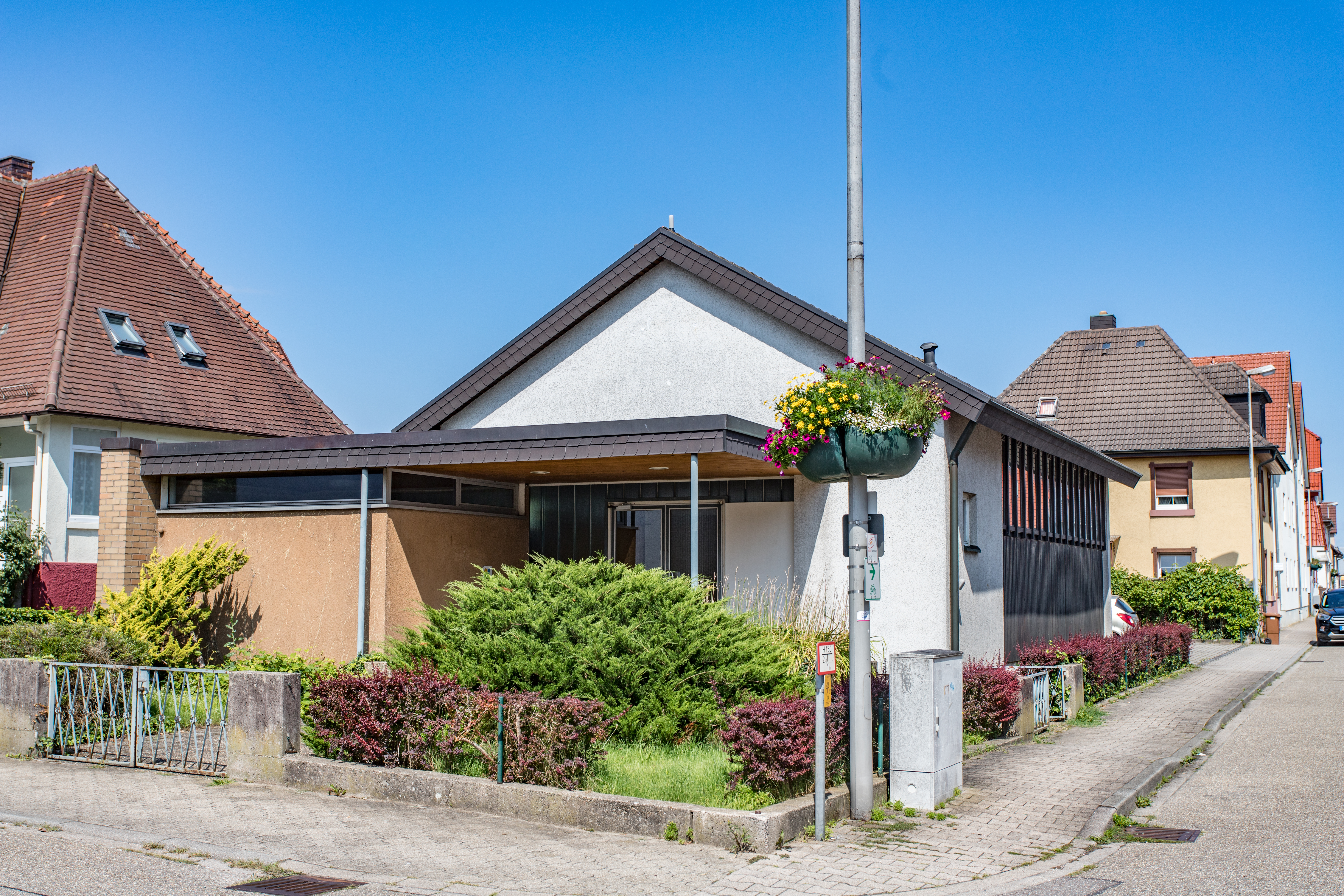
Ehemalige Neuapostolische Kirche
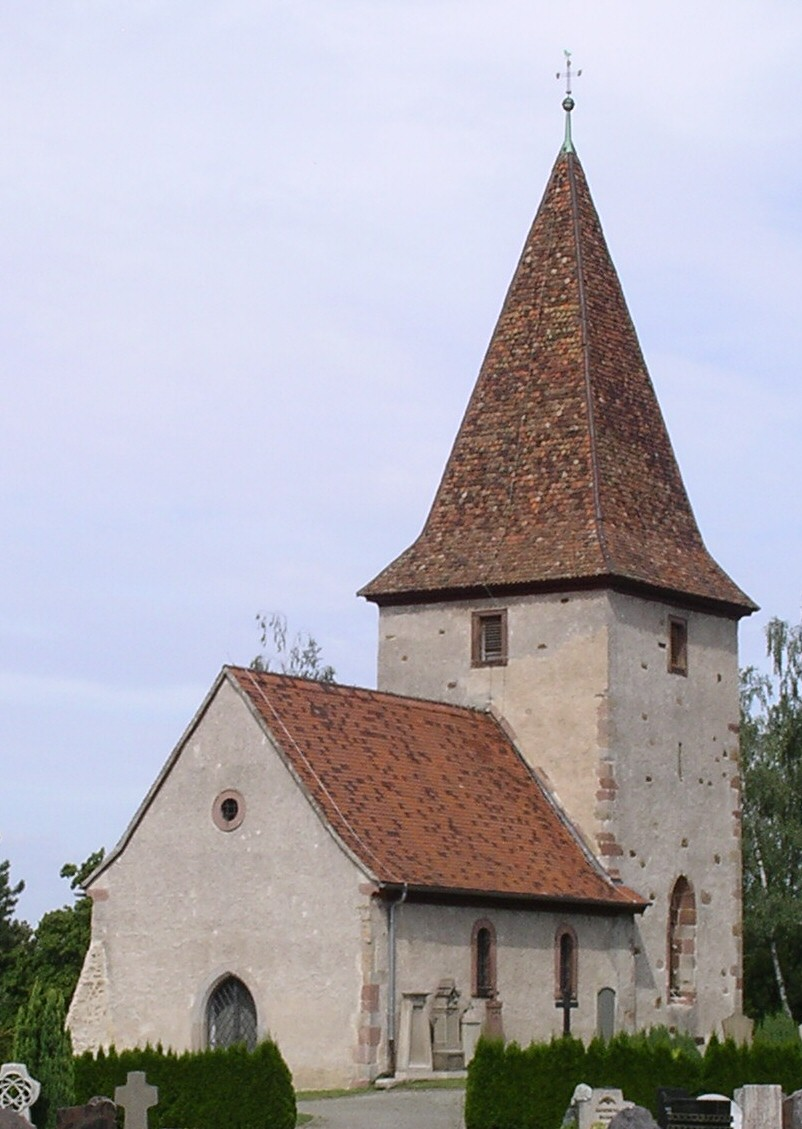
Kapelle St. Margarethe

## Politik

### Gemeinderat

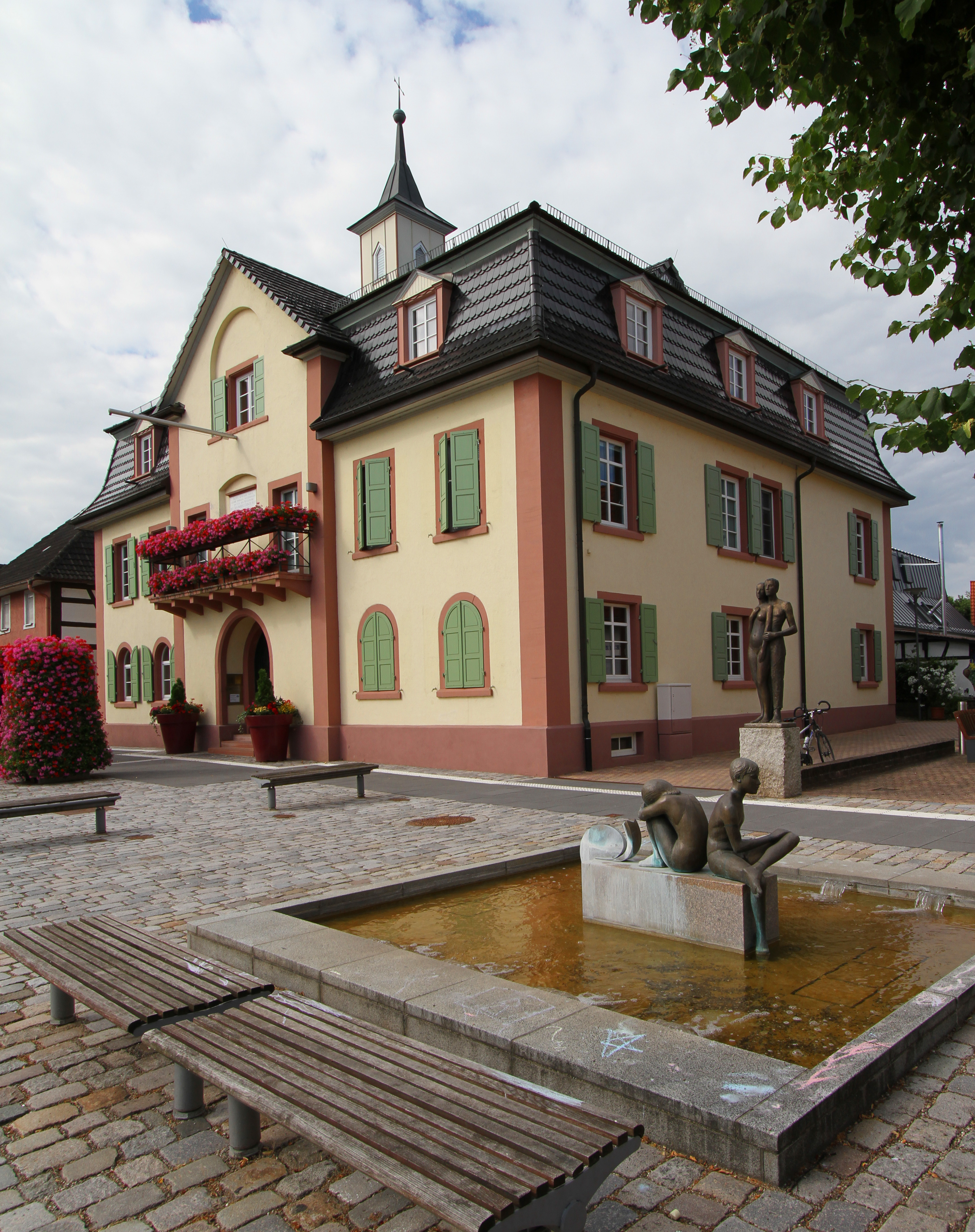
Rathaus mit Brunnen

Die Kommunalwahl vom 9. Juni 2024 führte zu folgendem Ergebnis (mit Vergleich seit 1999):
| Partei / Liste  | Stimmenanteil | Sitze  |                 | Ergebnis 2019   | Ergebnis 2014   | Ergebnis 2009   | Ergebnis 2004   | Ergebnis 1999 |
| MBV*            | 43,0 %        | 6      | 46,7 %, 7 Sitze | 39,1 %, 5 Sitze | 38,8 %, 5 Sitze | 42,4 %, 6 Sitze | 39,7 %, 5 Sitze |               |
| CDU             | 22,4 %        | 3      | 21,8 %, 3 Sitze | 27,2 %, 4 Sitze | 27,9 %, 4 Sitze | 28,8 %, 4 Sitze | 28,5 %, 4 Sitze |               |
| SPD             | 22,7 %        | 3      | 31,5 %, 4 Sitze | 33,7 %, 5 Sitze | 33,2 %, 5 Sitze | 28,8 %, 4 Sitze | 31,8 %, 5 Sitze |               |
| Grüne           | 11,9 %        | 2      | –               | –               | –               | –               | –               |               |
| Wahlbeteiligung | 67,8 %        | 67,8 % | 61,5 %          | 53,4 %          | 54,1 %          | 53,9 %          | 56,8 %          |               |

* Muggensturmer Bürgervereinigung
Weiteres Mitglied des Gemeinderats und dessen Vorsitzender ist der getrennt gewählte Bürgermeister.

### Bürgermeister
Am 10. Juli 2022 wurde der Verwaltungsfachwirt Johannes Kopp (SPD) mit 73,6 % der Stimmen zum Bürgermeister gewählt. Er setzte sich dabei gegen Veronika Laukart (CDU), Bürgermeisterin von Au am Rhein, durch. Er trat das Amt am 1. September 2022 an und wurde am 19. September 2022 offiziell vereidigt.
Sein Vorgänger war Dietmar Späth (parteilos), der 1993 erstmals zum Bürgermeister gewählt wurde. 2001 wurde er mit über 96 %, 2009 mit 98,5 % der Stimmen bestätigt. Bei der Bürgermeisterwahl 2017 wurde er mit 97,19 % der Stimmen für eine vierte Amtszeit gewählt. Aufgrund seiner Wahl am 27. März 2022 zum Oberbürgermeister von Baden-Baden endete seine Amtszeit als Bürgermeister von Muggensturm im Juni 2022.
Vögte und Bürgermeister ab 1807
| Name                  | Amtszeit  |
| --------------------- | --------- |
| Vogt Paul Nagel       | 1807–1810 |
| Vogt Lorenz Dahringer | 1810–1831 |
| Josef Schäfer         | 1832–1845 |
| Georg Melcher         | 1845–1848 |
| Josef Schäfer         | 1849–1852 |
| Michael Zittel        | 1852–1861 |
| Georg Melcher         | 1861–1864 |
| Lukas Melcher         | 1864–1873 |
| Xaver Hornung         | 1873–1879 |
| Valentin Schaub       | 1879–1904 |
| Christof Späth        | 1904–1913 |

| Name             | Amtszeit  |
| ---------------- | --------- |
| Josef Schäfer    | 1913–1927 |
| Karl Werner      | 927–1933  |
| Otto Burkhardt   | 1933–1934 |
| Karl Bender      | 1934–1945 |
| Jakob Knapp      | 1945–1946 |
| Otto Schäfer     | 1946      |
| Josef Weßbecher  | 1947–1948 |
| Albert Zittel    | 1948–1969 |
| Josef Glaser     | 1969–1985 |
| Christoph Müller | 1985–1993 |
| Dietmar Späth    | 1993–2022 |

### Gemeindeverband
Die Gemeinde Muggensturm ist Mitglied des Gemeindeverbandes MÖBS.

### Städtepartnerschaften
Mit der italienischen Gemeinde Gradara in der Provinz Pesaro und Urbino wurde im Juni 2002 offiziell eine Städtepartnerschaft besiegelt.
Im Jahr 2011 kam die deutsch-deutsche Städtepartnerschaft mit der Gemeinde Schönwalde-Glien (Brandenburg) hinzu.

## Kultur und Sehenswürdigkeiten

### Kunst

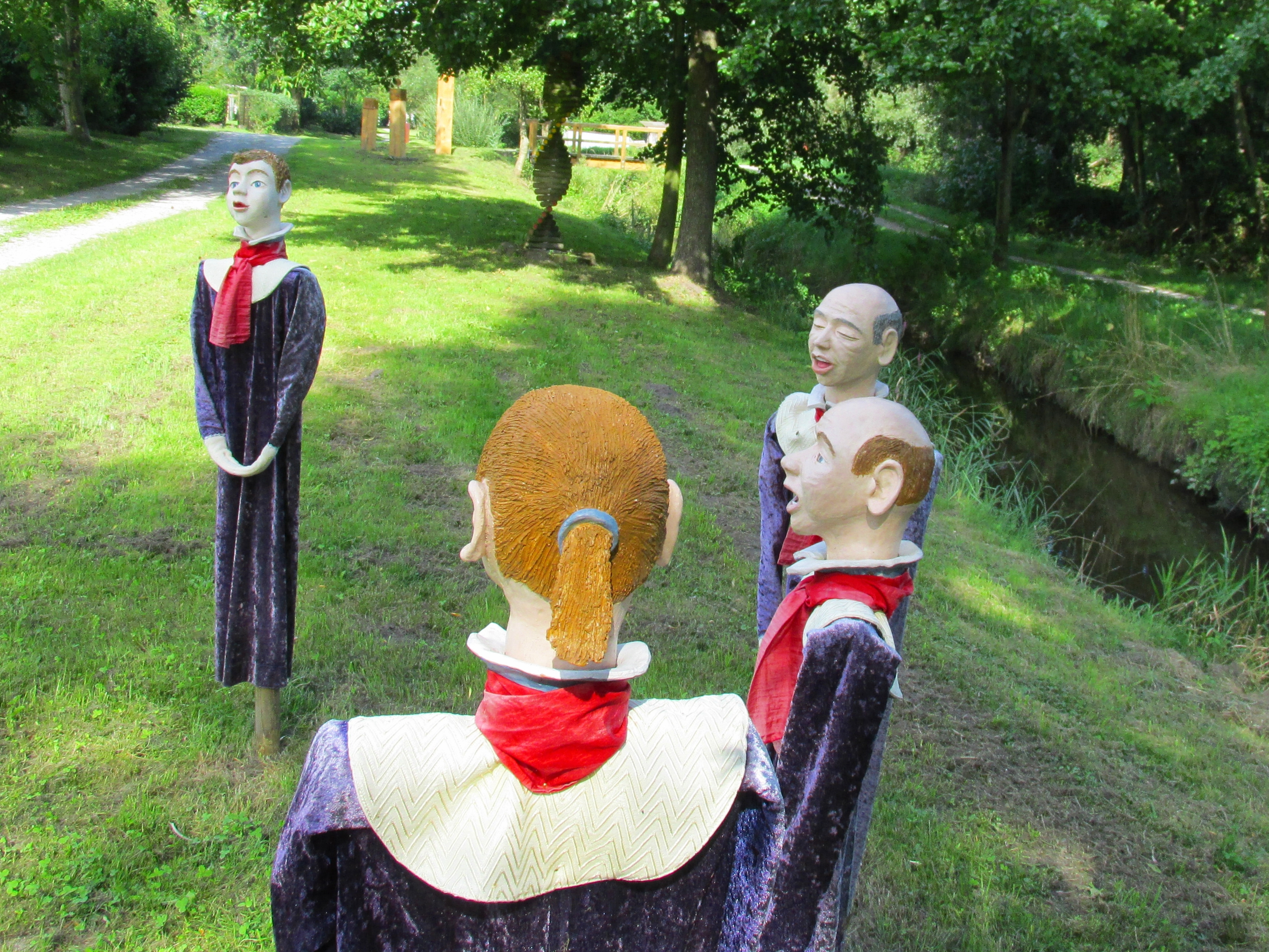
Muggensturm, Kunstpfad

Im Rathaus wurde im Jahre 2005 das Muggensturmer Bürgerband installiert, ein weltweit einzigartiges kommunales Fotoalbum. Ein Kommunikationskunstwerk, für das der Journalist Anton Jany 2316 Muggensturmer Bürger fotografierte. Die Porträts der Bürger sind auf Keramikkacheln „verewigt“, die, aneinandergereiht, wie ein Band durch die Gänge des Rathauses führen.
Ein Kunstpfad mit Objekten der vergänglichen Kunst im Freizeitgelände am Tiergehege wurde vom 2007 gegründeten Muggensturmer KreativKreis installiert.
Seit 2010 wurden die tristen grauen Stromkästen im Ort durch Einwohner unter der Anleitung der Muggensturmer Künstler freundlich und kreativ gestaltet.

### Denkmäler
Am Fliederplatz erinnert ein Denkmal an die bereits 1913 aufgelöste jüdische Gemeinde im Ort. An dieser Stelle befand sich die im Jahr 1972 abgerissene Synagoge. Zukünftig sollen die Namen aller Muggensturmer Opfer des NS-Regimes verewigt werden. Dort wurde am 12. September 2021 ein weiteres Mahnmal für die deportierten Jüdinnen und Juden Badens eingeweiht.
Auf dem Muggensturmer Friedhof befindet sich ein Denkmal, das namentlich den Gefallenen des Ersten Weltkrieges, den gefallenen Soldaten und der umgekommenen Zivilbevölkerung des Zweiten Weltkrieges und den Teilnehmern des Deutsch-Französischen Kriegs von 1870 bis 1871 gedenkt.
In der Haupt- und Kirchstrasse wurden im März 2023 die ersten beiden Stolpersteine für Opfer des Nationalsozialismus verlegt. Weitere sechs folgten im November 2024 sowie zwei im Februar 2025.

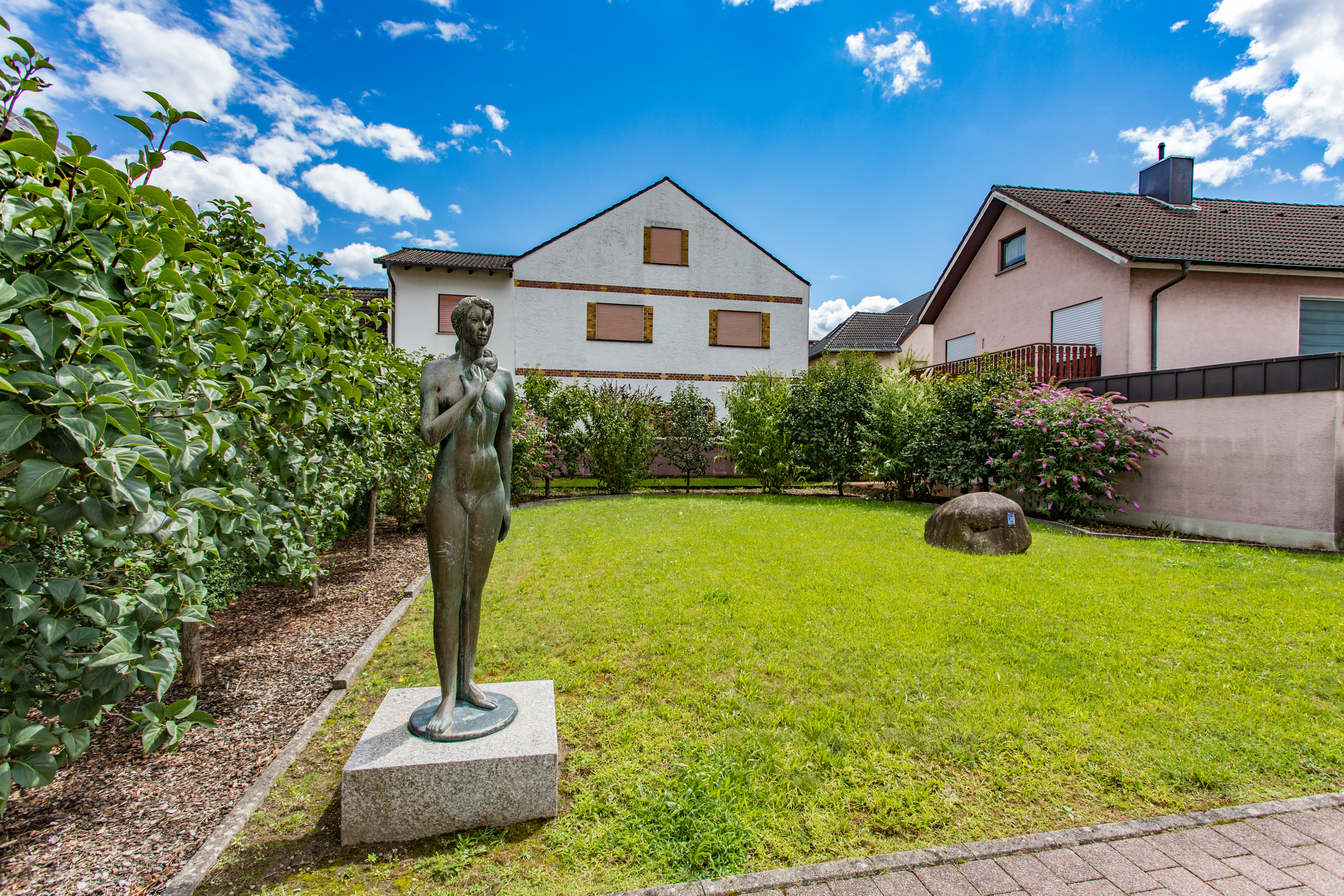
Fliederplatz Muggensturm
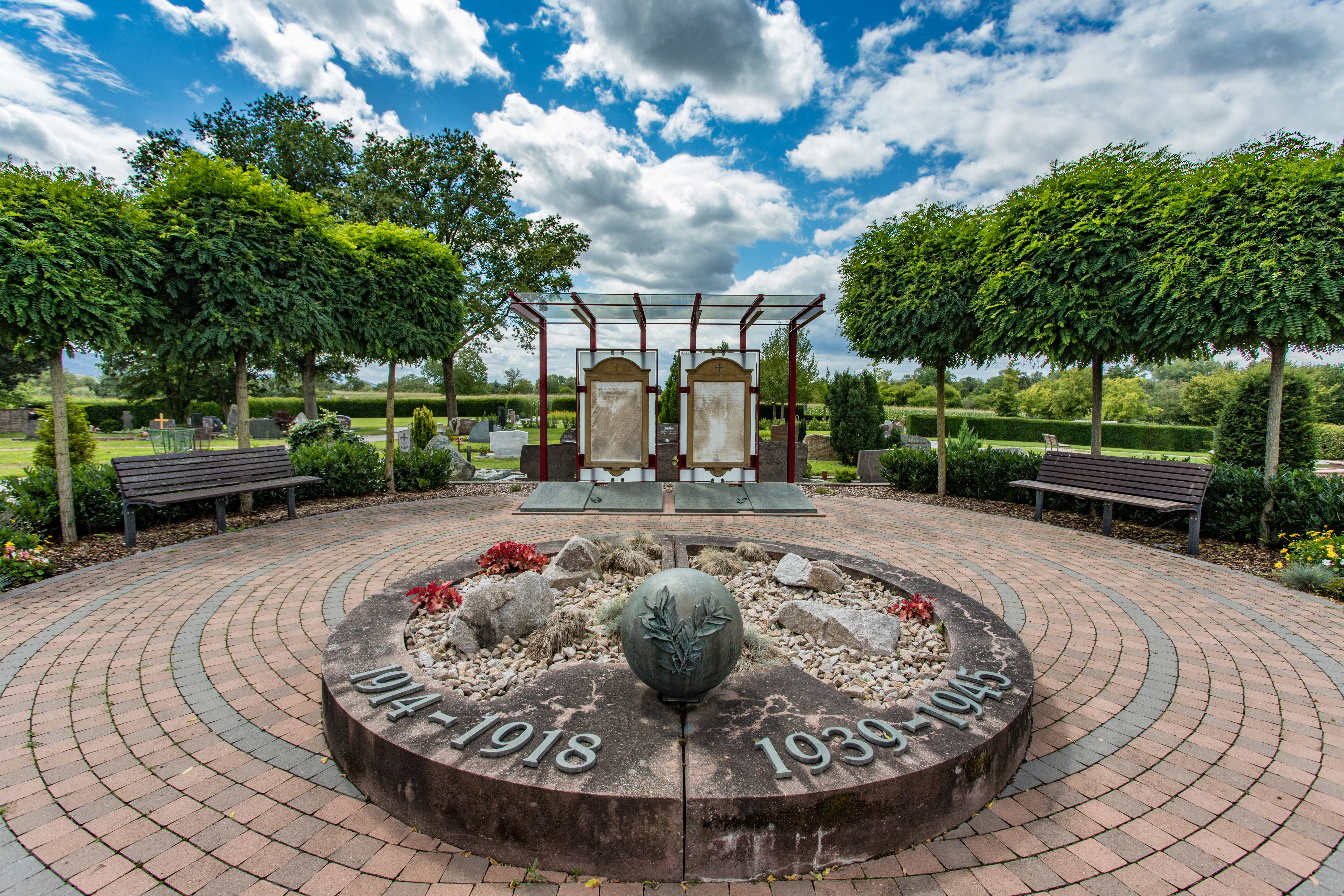
Friedhof Muggensturm
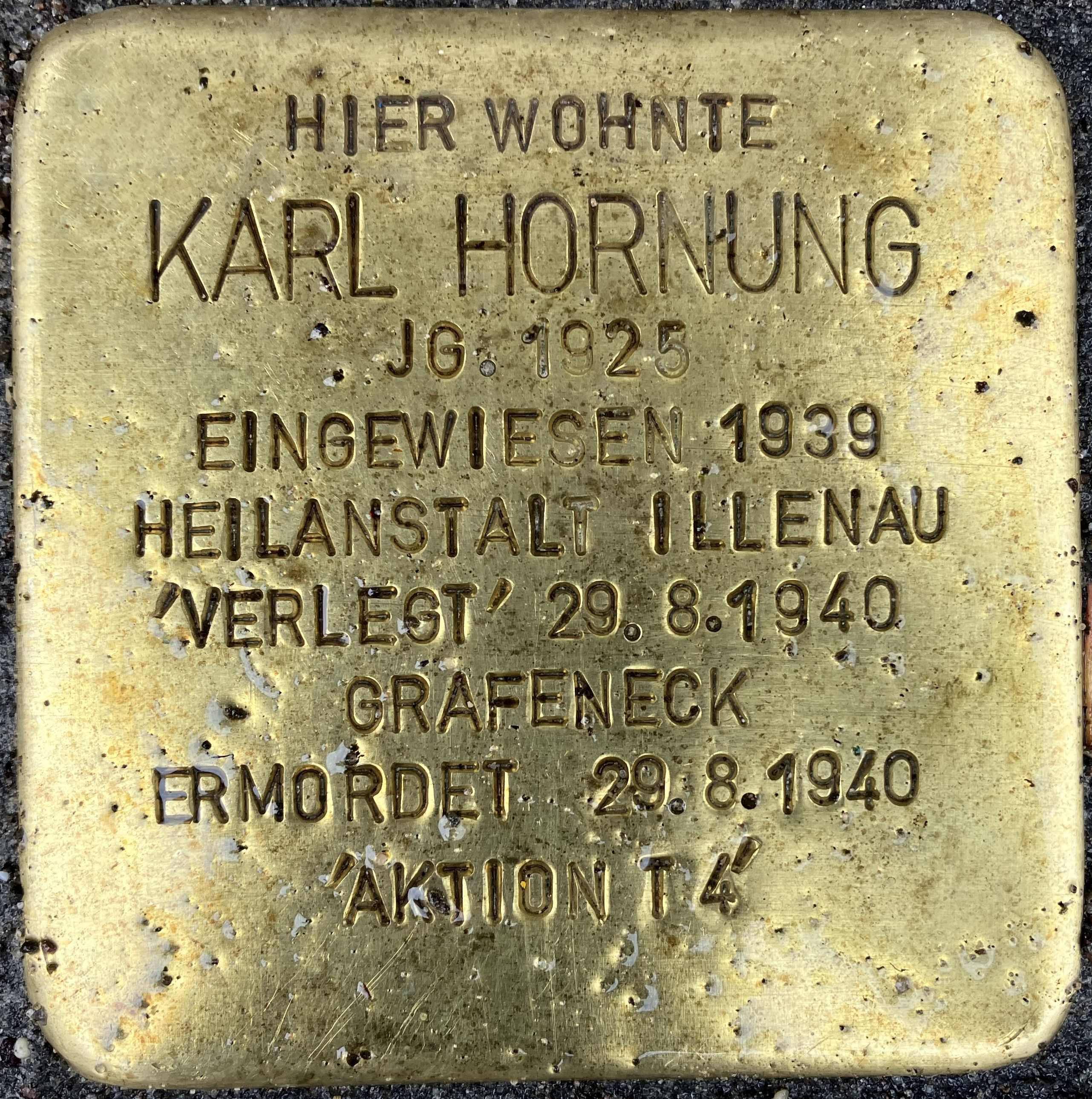
Stolperstein Karl Hornung

### Historische Fachwerkhäuser
Im alten Ortskern, im Inneren oder direkt um den ehemaligen Verlauf der alten Stadtmauer, finden sich einige renovierte und unter Denkmalschutz stehende Fachwerkhäuser. Einige aus dem 17. und 18. Jahrhundert, lassen mit ihren Hausinschriften sogar auf das Baujahr und den Erbauer schließen. Eines der ältesten Häuser ist der ehemalige Herrenalber Hof und damit vermutlich eines der ganz wenigen Gebäude, die den Dreißigjährigen Krieg überstanden haben. Eine Ecke dieses Gebäudes ziert ein Neidbalken aus dem Jahre 1613. Eine Dendrochronologie bestätigte dies.

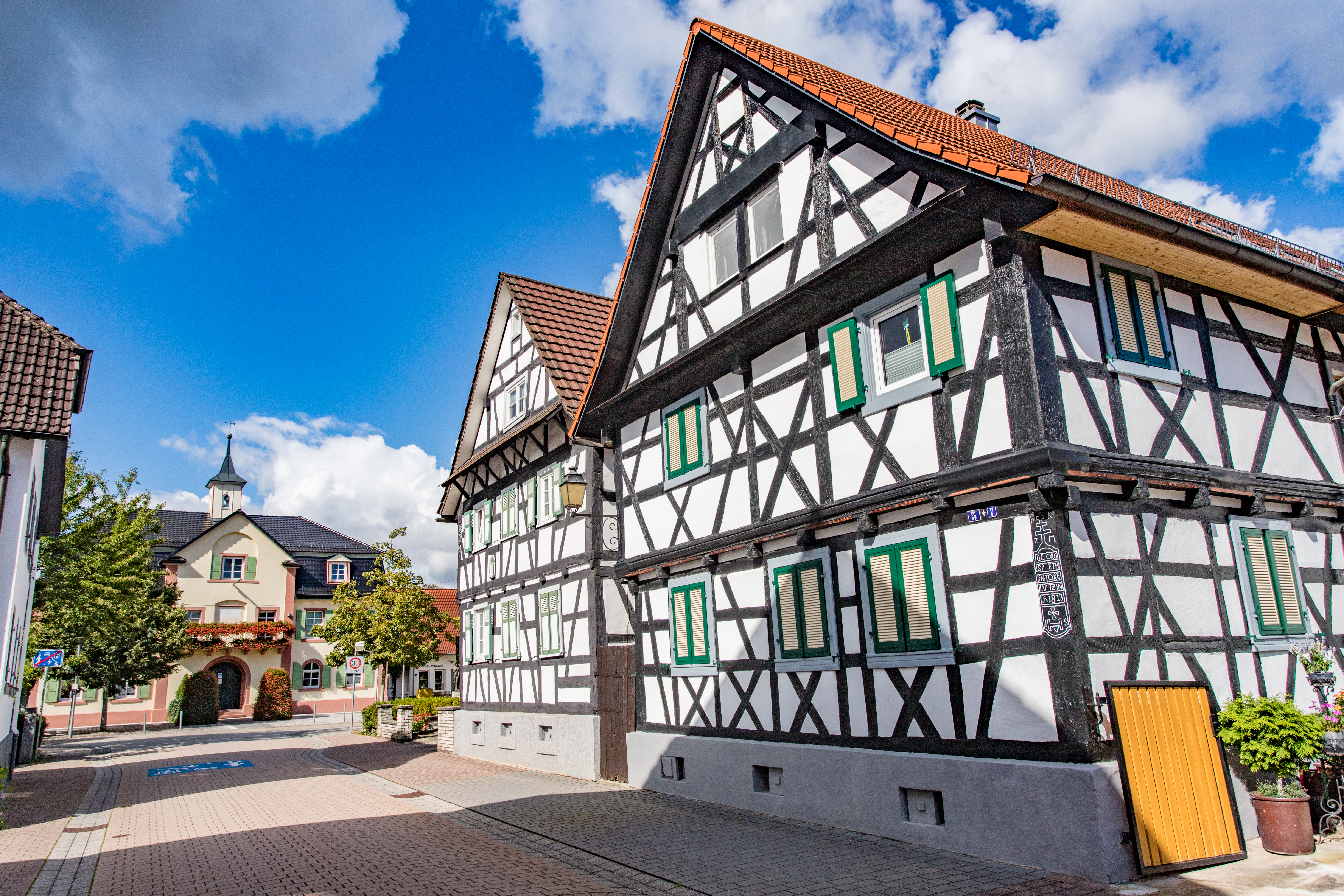
Fachwerkhäuser und Rathaus
Hausinschriften einiger Fachwerkhäuser
Neidbalken am Herrenalber Hof

### Regelmäßige Veranstaltungen
Das jährlich stattfindende Volksfest ist der Höhepunkt des Veranstaltungskalenders. Das Fest verläuft über vier Tage (Freitag bis Montag). Der ehemalige Blumenkorso fand immer am Sonntag und Montag statt. Die örtlichen Vereine bauten Wagen, bei denen sie über 200.000 Dahlien verarbeiten. Da es aber aufgrund von Trockenheit zu Lieferengpässen der Dahlien kam, entfällt der Blumenkorso seit 2011.

## Auszeichnungen
- Bundeswettbewerb „Entente Florale - Unsere Stadt blüht auf“: Nach drei Bronzemedaillen gelang Muggensturm im Jahr 2010 der große Wurf: Die Gemeinde wurde mit einer Goldmedaille für die Ortsentwicklung ausgezeichnet.

- Wettbewerb „Unser Dorf hat Zukunft“: Beim Ortsverschönerungswettbewerb des Landkreises Rastatt belegte Muggensturm 2011 bereits zum fünften Mal in Folge den 1. Platz.

- Ortsverschönerungswettbewerb des Landkreises Rastatt: Muggensturm wurde Kreissieger in den Jahren 1977, 1978 und 1980.

- Artus-Preis: Die Gemeinde Muggensturm erreichte im Jahr 2006 Platz 4 beim Wettbewerb „Die besten Behörden Deutschlands“. Bei der Preisverleihung des Artus-Preises für Entbürokratisierung in Berlin wurde von Preis-Stifter Friedrich Ganz und dem damaligen thüringischen Ministerpräsidenten Dieter Althaus, dem Vorsitzenden der Jury, Muggensturm mit einem Sonderlob für „vorbildlich effektive und unbürokratische Aktivitäten im Bereich der Unternehmensansiedlung sowie Unterstützung durch unternehmensausgerichtete Bauleitplanung“ bedacht.

## Vereine
- Der Arbeitergesangverein Harmonie von 1900 wurde 1938 aufgrund seiner Nähe zur Sozialdemokratie und den Gewerkschaften von den Nationalsozialisten verboten. 1951 wurde er neu gegründet. Der Chor ist heute als gemischter Chor für  klassische und moderne Chorliteratur aktiv.
- Der MGV Muggensturm wurde am 11. Dezember 1859 als Männergesangverein gegründet. Inzwischen ist der Verein Heimat für fünf verschiedene Chöre. Der gemischte Chor wird von Olaf Fütterer geleitet.[45]
- Der Musikverein Muggensturm bietet neben einer musikalischen Früherziehung auch Instrumentalunterricht, ein Jugendorchester, ein Hauptorchester und ein „Anfängerorchester für Erwachsene“.
- Der Tennisclub Rot-Weiss Muggensturm wurde am 20. Februar 1974 gegründet. Die Tennisanlage befindet sich am südöstlichen Rand von Muggensturm. Außerdem gibt es ein bewirtschaftetes Clubhaus und eine Minigolf-Anlage. Der Verein hat rund 320 Mitglieder.
- Der Fußballverein 1918 Muggensturm ist der einzige Fußballverein in Muggensturm. Das Clubgelände hat ein bewirtetes Clubhaus, zwei Rasenplätze und einen Hartplatz. Der Fußballverein hat ca. 550 Mitglieder. Weiterhin ist eine Mannschaft der Offenen Lebenshilfe Rastatt/Murgtal als eigene Abteilung dem Verein angeschlossen.[46]
- Der TV Muggensturm 1892 ist der örtliche Turnverein. Neben dem Turnen gibt es im TV Muggensturm außerdem eine Abteilung Handball, Faustball und Radsport.
- Der Schützenverein Muggensturm wurde 1919 gegründet und hat etwa 150 Mitglieder.
- Der Tischtennisclub Muggensturm wurde 1975 gegründet und hatte knapp 180 Mitglieder.
- Der Modellflugclub-Zaunkönig wurde 1990 gegründet und betreibt einen eigenen Modellflugplatz.
- Der SC Röss'l Muggensturm ist der örtliche Schachverein.
- Die Katholische junge Gemeinde Muggensturm wurde 1911 als katholischer Jungmännerverein gegründet und erst später zur Katholischen jungen Gemeinde umgewandelt.

## Wirtschaft und Infrastruktur

### Verkehr

#### Straßenverkehr
Wichtige überregionale Straßen an die Muggensturm angebunden ist, sind die BAB 5 mit der Anschlussstelle Rastatt-Nord, als auch die B 3 und die B 462. Östlich verläuft mit der L 67 die Muggensturmer Umgehungsstraße, die den Ort im Nordosten bei Neumalsch an die B 3 und vor Kuppenheim an die B 462 anbindet. Die Anbindung an die B 462 im Westen erfolgt über die K 3728 in Richtung Rauental. Mit der K 3717 in Richtung Ötigheim im Nordwesten und der K 3737 im Norden nach Bietigheim, bestehen weitere Anbindungen an die B 3. Dort ersetzt die am 16. September 2010 eingeweihte Unterführung den letzten verbliebenen schienengleichen Bahnübergang in Muggensturm.

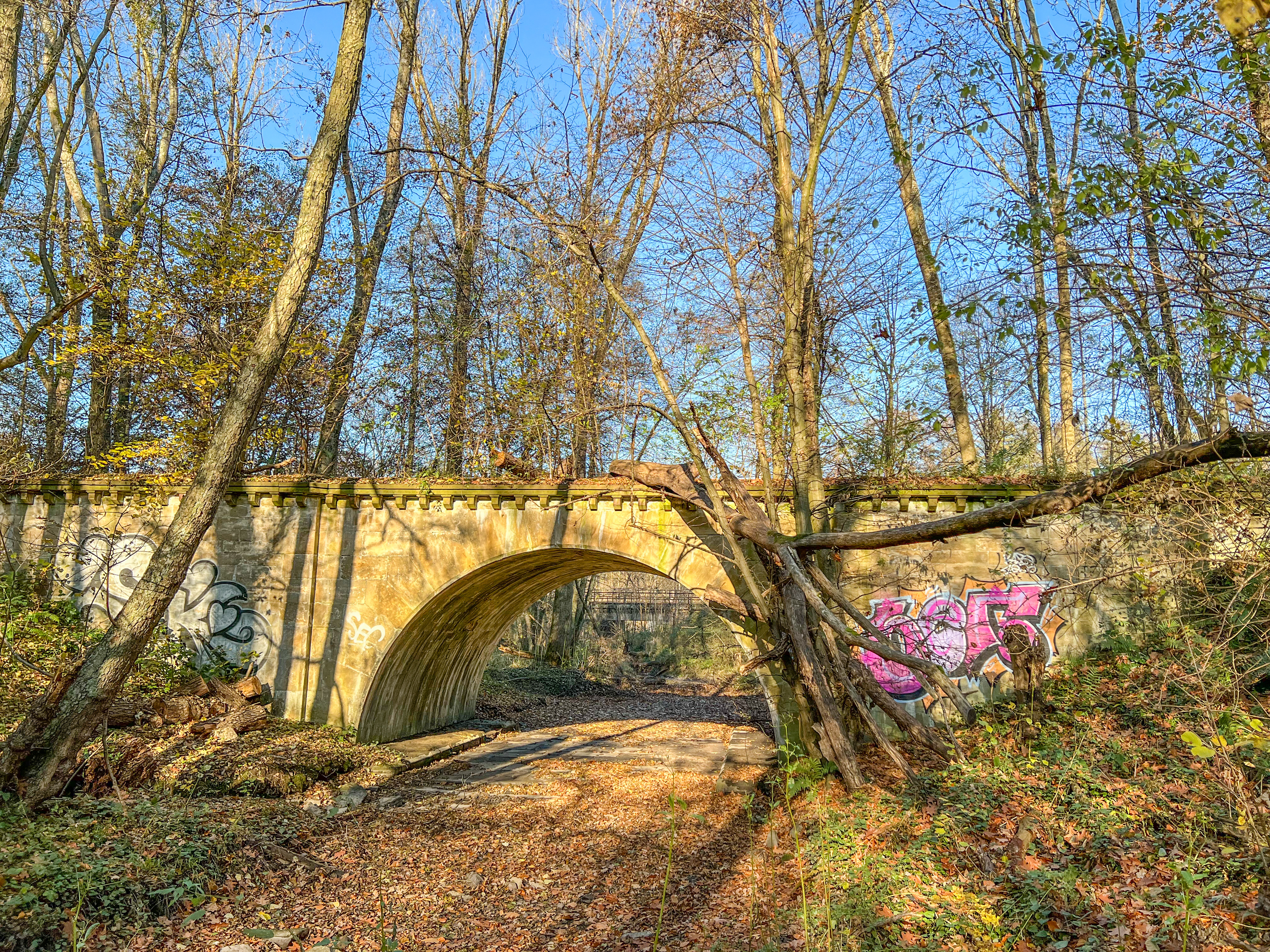
Alte Bahnbrücke über den Federbach, aufgegeben 1895

#### Schienenverkehr
Die Bahnanbindung besteht seit dem 1. Mai 1844, als die Großherzoglich Badischen Staatseisenbahnen den Abschnitt Heidelberg–Karlsruhe der Rheintalbahn eröffneten. Nach der Verlegung des Rastatter Bahnhofs 1890 und der Erweiterung der Strecke über Durmersheim wurde auch die Trasse nach Rastatt verlegt. Die alte Eisenbahnbrücke über den Federbach im Gemeindewald Hirschgrund existiert heute noch. Der Bahnhof Muggensturm feierte 1984 sein 140-jähriges Bestehen. Inzwischen gibt es zwei Haltepunkte für den Personenverkehr, die den Ort an den Karlsruher Verkehrsverbund anbinden: Muggensturm und Muggensturm Badesee. Auch eine Güterverkehr Anbindung zum Industriegebiet besteht.

#### Radverkehr
Durch Alltagsrouten aus dem Radnetz Baden-Württemberg ist Muggensturm
- über Malsch mit Ettlingen,
- über Kuppenheim mit Gaggenau und Gernsbach und
- mit Rastatt und über dessen Stadtteil Plittersdorf mittels Fähre Richtung Seltz verbunden.

Durch Muggensturm verläuft als Landes-Radfernweg der Badische Weinradweg. Er führt von Grenzach-Wyhlen am Hochrhein nach Laudenbach im Rhein-Neckar-Kreis, dabei werden sieben der neun badischen Weinanbaugebiete untereinander verbunden. Er führt von Kuppenheim über Rauental nach Muggensturm und weiter nach Ettlingen.
Muggensturm ist Mitglied der AGFK (Arbeitsgemeinschaft Fahrrad- und Fußverkehrsfreundlicher Kommunen) in Baden-Württemberg.

### Unternehmen und Gewerbe
Muggensturm verfügt zusammen mit seinem Industriegebiet über eine Gewerbefläche von ca. 103 ha. Gemeldet sind fast 500 gewerbliche Betriebe mit ca. 2500 Arbeitsplätzen. Die lokale Wirtschaft ist vor allem durch Logistikunternehmen und Speditionen geprägt. Beispiele hierfür sind der Kosmetikhersteller L’Oréal, der hier unter anderem sein weltgrößtes Logistikzentrum betreibt oder die Hartmann Spedition & Logistik AG. Mit der Freiberger Lebensmittel GmbH ist ein internationaler Hersteller von u. a. tiefgekühlten Pizzen ansässig.

## Öffentliche Einrichtungen

### Bildungseinrichtungen
- Albert-Schweitzer-Schule (Grundschule mit Ganztagsschule) mit Turnhalle, eingeweiht am 1. August 1964 als Grund- und Hauptschule, 1970 wurden Schüler aus Oberweier in die Hauptschule aufgenommen.
- Kindergarten Edith-Stein (Karlstraße 24), Träger: Katholische Kirche „Maria Königin der Engel“, eingeweiht am 29. Juni 1973.
- Kindergarten Oase (Friedenstraße 30A), Träger: Katholische Kirche „Maria Königin der Engel“, erbaut 1988/89, erweitert 1992/93.
- Kinderhaus „Spielwiese Storchennest“ (Malscher Straße 14), Träger: Spielwiese gGmbH, eröffnet im Januar 2012
- Waldkindergarten Muggensturmer Spielwald, Träger: Spielwiese gGmbH, eröffnet am 12. Oktober 2020.
- Kindergarten Jona (Vogesenstraße 77), Träger: Katholische Kirche „Maria Königin der Engel“, eröffnet am 2. November 2023.

### Feuerwehr
- Freiwillige Feuerwehr
- Jugendfeuerwehr
- Kinderfeuerwehr